# Josef Planke

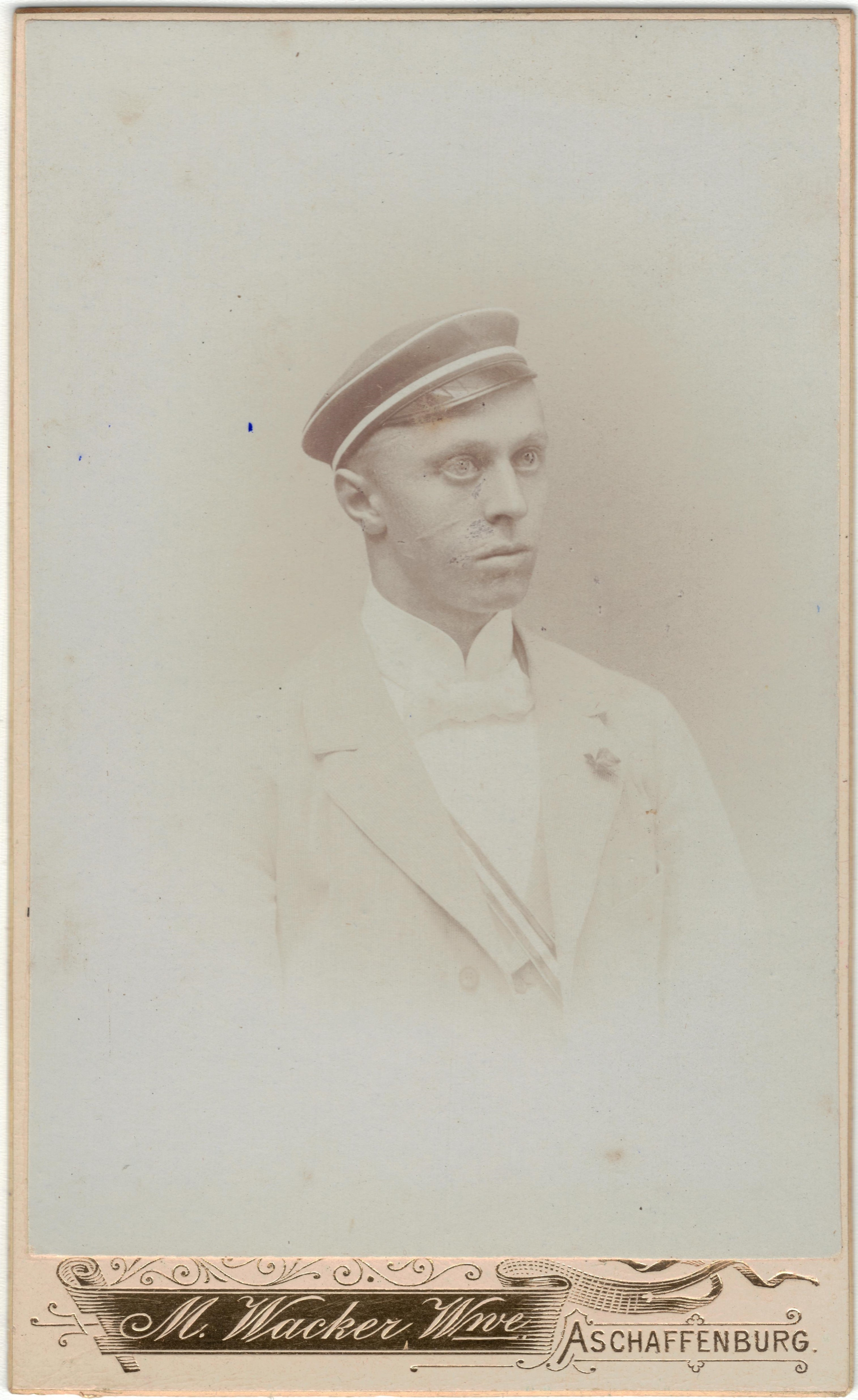
Josef Planke

Josef Planke (né le 20 avril 1877 à Sirnach, mort le 5 mai 1945 à Hengersberg) est un forestier allemand, opposant au nazisme.

## Biographie
Josef Planke est le fils illégitime d'un père jésuite. Il grandit à Sirnach, dans le canton de Thurgovie. Cependant, sa mère épouse un marchand de vin qui donne son nom au garçon. La famille déménage à Cologne, plus tard à Innsbruck et à Stuttgart. Après la mort de son père, il va à la Volksschule et au Neue Gymnasium de Ratisbonne, où il obtient l'abitur en 1896. Il étudie la foresterie, d'abord à l'école forestière centrale d'Aschaffenbourg. Il est gravement blessé lors d'une Mensur et n'est donc pas apte au service militaire. Il poursuit ses études à partir de 1898 à l'université Louis-et-Maximilien de Munich. Il entre ensuite au service forestier et en 1926 devient chef forestier et chef du bureau à Pressath (Haut-Palatinat). Après la prise du pouvoir par les nazis en 1933, il refuse de hisser le drapeau à la croix gammée sur l'office des forêts en face du Gauleiter Hans Schemm. Il exige une ordonnance officielle requise par la loi de l'époque, elle arrive quelques jours plus tard. Planke ne cède pas. Il est immédiatement transféré au Forstamt de Markt Bibart dans le sud du Steigerwald.
Seulement deux mois plus tard, cependant, il est autorisé à s'installer au Forstamt de Seestetten. Bien qu'il continue à être considéré d'un œil critique, il peut y vivre en grande partie sans être dérangé jusqu'en 1941. En 1941, il est de nouveau pris pour cible par les nazis lorsque dans un bar il râle contre la radio qui diffuse le discours du Führer. Il tente de contrer les rumeurs ultérieures lors d'une conversation de clarification avec le directeur du district de Passau, Max Moosbauer. La persécution politique de Planke commence alors, d'abord par la recherche, puis par les plaintes et la dénonciation. Entre autres choses, Planke aurait montré seulement le salut hitlérien aux supérieurs, exprimé son manque de respect pour le gouvernement et la Wehrmacht ou écouté les radiodiffuseurs ennemis.
Le 8 mars 1944, l'appartement de Planke et sa résidence professionnelle sont fouillés par la Gestapo. Une photo de Hermann Göring est trouvée, sous laquelle il est écrit qu'il est reconnaissable comme « demi-juif ». Une radio réglée sur une station suisse est saisie. Planke est arrêté et transféré à Passau. Il admet certaines infractions mais n'est pas du tout d'accord avec d'autres. Il reste emprisonné à Passau jusqu'au 20 novembre, date à laquelle il est emmené à Wurtzbourg. Il y est jugé le 14 décembre 1944. Hans Carossa intervient dans son cas et le décrit dans une lettre comme un « vieillard souffrant physiquement et dérangé ». Le juge suit ce document et demande un rapport psychiatrique. Cela sauve la vie de Josef Planke. Il est admis dans une clinique psychiatrique de l'université de Wurtzbourg. Après le bombardement de Wurtzbourg le 16 mars 1945, il est évacué et transféré à la prison de Straubing. Le 21 avril 1945, son mandat d'arrêt est annulé et Planke est libéré. Alors que la Seconde Guerre mondiale se termine, il marche vers sa fille à Hengersberg, à 45 kilomètres de là. Il ne survit après la fin de Troisième Reich que quatre jours. Le 5 mai 1945, il meurt d'une infection de cause inconnue.
Le 20 juillet 1946, Planke est réhabilité par l'Oberlandforstmeister Wilhelm Mantel et considéré comme une victime du nazisme.